# Mona Solheim
Mona Solheim (Busan, Corea del Sur, 4 de agosto de 1979) es una deportista noruega que compitió en taekwondo. Su hermana gemela Nina también es una deportista de taekwondo.
Ganó una medalla de bronce en el Campeonato Mundial de Taekwondo de 2007, en la categoría de –63 kg.

## Palmarés internacional
| Campeonato Mundial | Campeonato Mundial | Campeonato Mundial | Campeonato Mundial |
| Año                | Lugar              | Medalla            | Categoría          |
| ------------------ | ------------------ | ------------------ | ------------------ |
| 2007               | Pekín (China)      | Medalla de bronce  | –63 kg             |